# Universidade de Piura
A Universidade de Piura é uma universidade não governamental estabelecida no Peru. Possui dois "campi" o principal em Piura e outro mais recente em Miraflores, distrito de Lima. É uma das obras corporativas do Opus Dei. Em 1964, Josemaria Escrivá, fundador do Opus Dei, num encontro com professores da Universidade de Navarra na Espanha decidiu criar a nova universidade.
Foi reconhecida oficialmente como universidade em 1969.

## História
A Universidade de Piura (UDEP) é um centro educativo peruano que iniciou suas atividades em 29 de abril de 1969. Surge com a finalidade de dar vida a uma autêntica comunidade de mestres e alunos, na qual se cultivem todos os saberes em um nível científico, iluminados pela fé cristã, para os por ao serviço da sociedade.
Além do mais, a UDEP é uma obra de apostolado corporativo do Opus Dei, uma Prelazia Pessoal da Igreja Católica que tem como finalidade, promover a busca da santidade através do trabalho profissional e das realidades correntes. É por isto que, além de tentar dar uma educação de qualidade, promove os valores cristãos dentro de um clima de total respeito à liberdade dos alunos.

## Missão da universidade
- Favorecer a formação integral de seus alunos
- Promover e divulgar a pesquisa científica em todos os campos do saber humano; fazendo da busca da verdade a razão de ser da atividade intelectual
- Proporcionar uma formação de qualidade que harmonize a especialização com a visão de conjunto e o bom conhecimento da realidade circundante
- Fomentar a sensibilidade social a fim de manter uma permanente atenção aos problemas concretos do homem e da sociedade, orientando a pesquisa e o estudo da solução destes problemas

## Dados informativos
- Dois Campus: Piura e Lima
- 12 programas acadêmicos
- 6 faculdades: 
  - Faculdade de Engenharia
  - Faculdade de Comunicação
  - Faculdade de Direito
  - Faculdade de Ciências Econômicas e Empresariais
  - Faculdade de Ciências da Educação
  - Faculdade de Ciências e Humanidades
- Escola Tecnológica Superior, com carreiras de 3 anos de estudo em:
  - Análise de Sistemas
  - Eletrônica voltada à Telecomunicações
- Diversas especialidades, mestrados e outras pós-graduações; estudos a distância de pré e pós-graduação (convencional e virtual)
- 248 Professores em tempo integral
  - 51% licenciados.
  - 24% com Mestrado na América ou Europa.
  - 25% com Doutorado
- Mais de 4 mil matriculados nas carreiras de pré e pós-graduação.
- 3660 alunos.